# 黑象鼩
黑象鼩是生活在非洲的一种哺乳动物，是象鼩属的17个物种之一。和该属的其他物种类似，黑象鼩体型较大，成年黑象鼩体长可达28厘米，重450-700克。黑象鼩源自肯尼亚、坦桑尼亚的山地与密林。